# Província geológica
Uma província geológica ou geomórfica é uma entidade espacial com atributos geológicos ou geomórficos comuns. Uma província pode incluir um único elemento estrutural dominante, como uma bacia ou uma zona de dobra, ou uma série de elementos relacionados contíguos. Províncias próximas podem ser semelhantes em estrutura, mas podem ser consideradas separadas devido a diferentes histórias.

## Províncias geológicas por origem
| Província          | Definição | Subcategoria                                                           | Exemplos                                                                               |
| ------------------ | --- | ---------------------------------------------------------------------- | -------------------------------------------------------------------------------------- |
| Escudo             | Rochas ígneas pré-cambrianas e metamórficas expostas que formam áreas tectonicamente estáveis                           |                                                                        | - Escudo Árabe-Núbia - Escudo Canadiano                                                |
| Plataforma         | Estrato sedimentar horizontal ou suavemente colocado cobrindo um conjunto de rochas ígneas ou metamórficas              | - Plataforma carbonatada                                               |                                                                                        |
| Cadeias orogênicas | Formação linear ou em forma de arco onde a crosta continental foi dobrada, deformada e elevada para formar cordilheiras | - Arco insular - Arco continental - Antearco                           |                                                                                        |
| Bacia              | Formação de camadas rochosas de baixa altitude formadas por deformação tectônica de estratos previamente horizontais    | - Bacias cratógenas - Bacia de frente de cadeia - Bacia sedimentar     |                                                                                        |
| Províncias ígneas  | Acumulação de rochas ígneas, incluindo rocha líquida (intrusiva) ou formações rochosas vulcânicas (extrusivas)          | - Província ígnea do Atlântico Norte - Grupo basáltico do rio Columbia |                                                                                        |
| Crosta estendida   | Crosta continental que diminuiu devido ao estresse extensional                                                          | - Margem passiva - Rifte                                               | - Província geológica de Basin and Range - Província Vulcânica da Cordilheira do Norte |

## Províncias geológicas por recursos

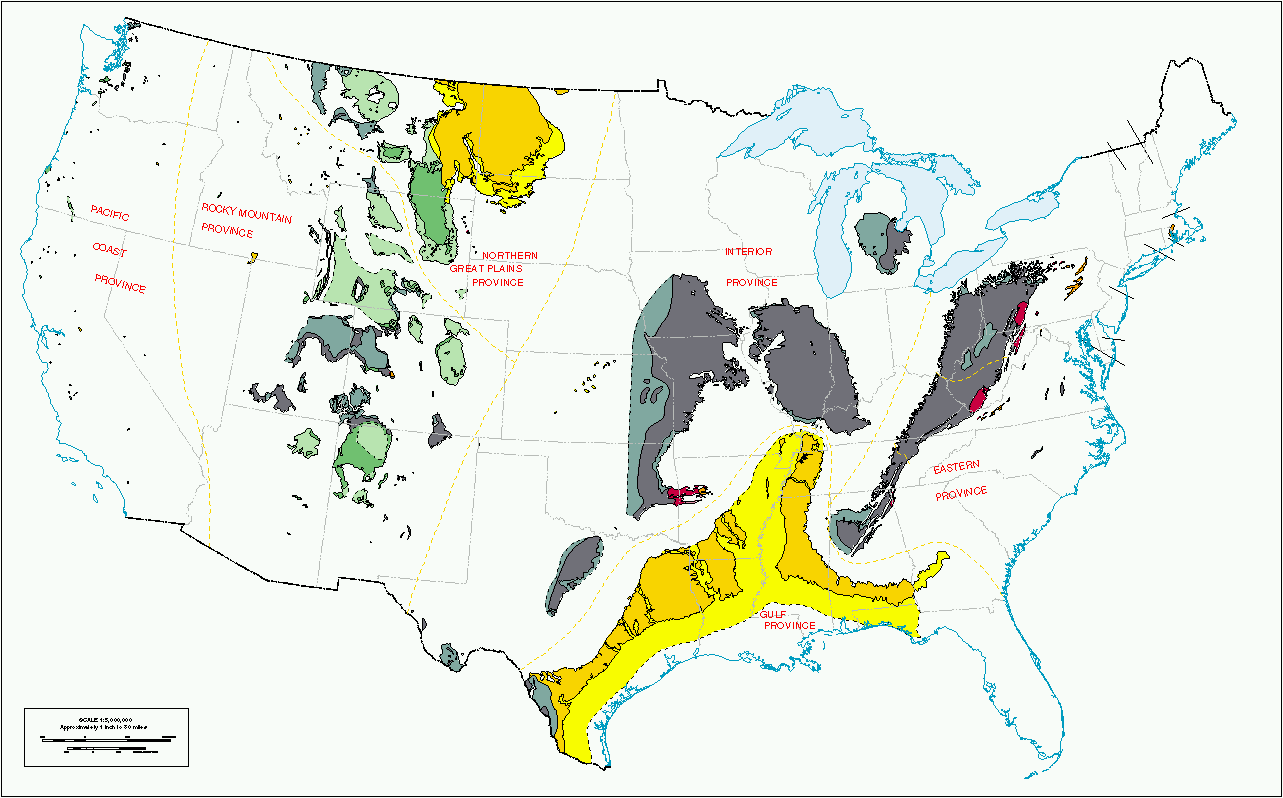
Regiões e províncias de carvão dos Estados Unidos.

Alguns estudos classificam as províncias de acordo com recursos minerais, como depósitos minerais. Há um grande número de províncias identificadas em todo o mundo para petróleo e outros combustíveis fósseis, como a província petrolífera do Delta do Níger.